# Ígor de Kiev
Ígor (en ucraniano Ігор) fue un monarca varego, Gran Príncipe de la Rus de Kiev entre el 912 y el 945. Se sabe muy poco de él en la Primera Crónica. Se especula que las crónicas no se escribieron mucho en este reinado debido a estar la región bajo el control de los jázaros en este periodo. También se duda si Ígor era hijo de Riúrik.

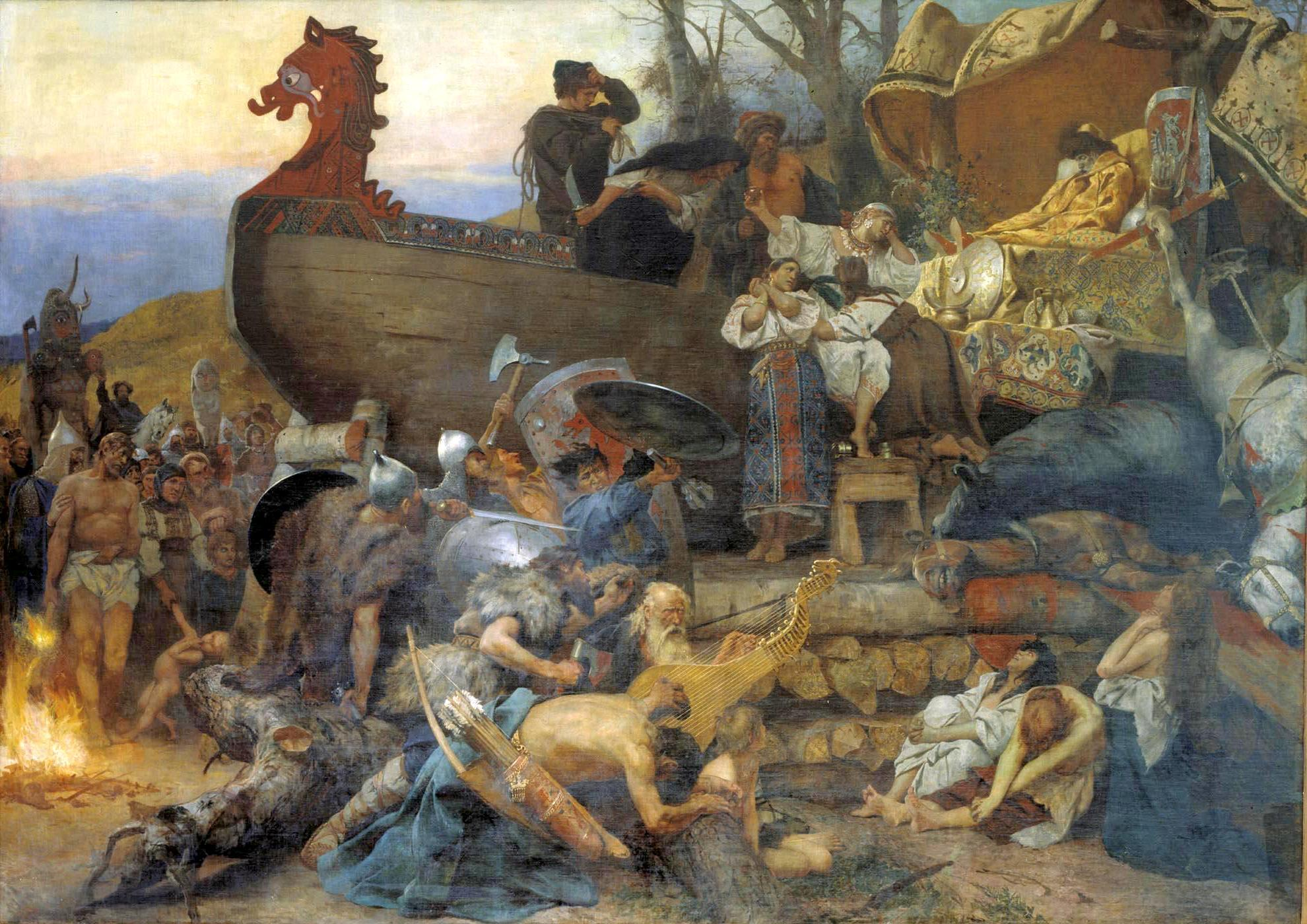
Entierro de Ígor por Henryk Siemiradzki (1843-1902).

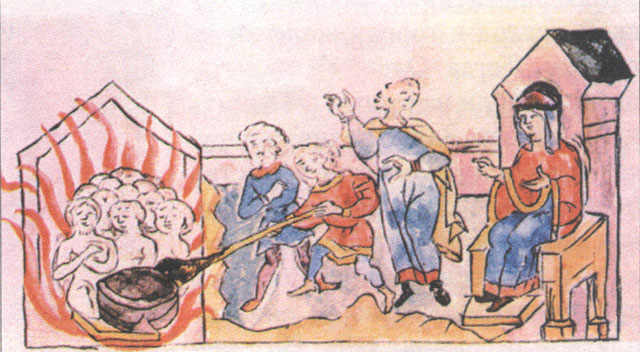
Olga de Kiev venga la muerte de su esposo. Imagen del Códice de Radziwiłł de la Crónica de Néstor.

Ígor sitió dos veces Constantinopla, en 941 y 944, y, debido a que su escuadra había sido destruida por el fuego griego, firmó un tratado con el emperador (que puede verse en la mencionada crónica). En 913 y 944, los rusos saquearon a los árabes en el mar Caspio, durante expediciones en esta localidad. 
Revisando la cronología de la primera crónica, Constantine Zuckerman afirma que Ígor reinó tan solo por tres años, entre el verano de 941 hasta su muerte en 945, ya que en las crónicas no se lo menciona antes de 941. 
Ígor murió haciendo una colecta de tributos de los drevlianos en 945, siendo vengado posteriormente por su esposa Olga. La primera crónica asocia su muerte a sus excesivas ganancias, indicando que intentaba recolectar tributos por segunda vez en el mismo mes. Como resultado de esto, Olga modifica el sistema de recolección de tributos (poliudie).